# برد پیت
ویلیام بْرَدلی پیت (انگلیسی: William Bradley Pitt؛ زادهٔ ۱۸ دسامبر ۱۹۶۳) بازیگر و تهیه‌کنندهٔ فیلم آمریکایی است. او برای تهیه کنندگی و نقش‌آفرینی‌هایش افتخارات مختلفی از قبیل دو جایزهٔ اسکار، یک جایزهٔ فیلم بفتا و دو جایزهٔ گلدن گلوب برنده شده‌است. او در ۲۰۰۱ کمپانی تولید فیلم پلن بی انترتینمنت را تأسیس کرد که فیلم‌های مختلفی از جمله تریلر جنایی جدامانده (۲۰۰۶)، درام زندگی‌نامه‌ای ۱۲ سال بردگی (۲۰۱۳) و درام دورهٔ بلوغ مهتاب (۲۰۱۶) را تولید کرده‌است و این سه فیلم برندهٔ جایزهٔ اسکار بهترین فیلم شده‌اند.
پیت نخست با ایفای نقش یک گاوچران بین‌راهی در کمدی-درام تلما و لوییز (۱۹۹۱) در میان عموم مردم شناخته شد. نخستین نقش‌های اصلی او در آثاری با بودجهٔ بالا شامل درام رودخانه‌ای از میان آن می‌گذرد (۱۹۹۲)، وسترن افسانه‌های خزان (۱۹۹۴) و فیلم ترسناک مصاحبه با خون‌آشام (۱۹۹۴) بود. او با ایفای نقش در تریلر جنایی هفت (۱۹۹۵) و علمی تخیلی ۱۲ میمون (۱۹۹۵) با تحسین منتقدان روبرو شد و فیلم دوم برایش کسب جایزهٔ گلدن گلوب بهترین بازیگر نقش مکمل مرد و نامزدی اسکار را به همراه داشت. آخرین فیلم او در این دهه بازی در نقش تایلر دوردن در فیلم باشگاه مبارزه (۱۹۹۹) بود.
فیلم جاسوسی یازده یار اوشن (۲۰۰۱) و دنباله‌هایش از بزرگ‌ترین موفقیت‌های تجاری پیت هستند. او با بازی در فیلم حماسی تاریخی تروآ (۲۰۰۴)، فیلم جنایی عاشقانهٔ آقا و خانم اسمیت (۲۰۰۵) و فیلم ترسناک جنگ جهانی زد (۲۰۱۳) به یکی از بازیگران نقش اول هالیوود تبدیل شد. او در فیلم‌های تحسین‌شدهٔ بابل (۲۰۰۶)، قتل جسی جیمز به‌دست رابرت فورد بزدل (۲۰۰۷)، بخوان و بسوزان (۲۰۰۸)، حرامزاده‌های لعنتی (۲۰۰۹)، درخت زندگی (۲۰۱۱)، رکود بزرگ (۲۰۱۵) و به‌سوی ستارگان (۲۰۱۹) ایفای نقش کرده‌است. پیت بابت نقش‌آفرینی‌هایش در درام عاشقانهٔ مورد عجیب بنجامین باتن (۲۰۰۸) و درام ورزشی مانیبال (۲۰۱۱) نامزد دریافت جایزهٔ اسکار شد. او برای بازی در نقش دستیار شخصی یک بازیگر در کمدی-درام روزی روزگاری در هالیوود (۲۰۱۸) برندهٔ جایزهٔ اسکار بهترین بازیگر نقش مکمل مرد شد.
به‌عنوان چهره‌ای برجسته در میان مردم، از پیت به عنوان یکی از با نفوذترین و قدرتمندترین افراد در صنعت سرگرمی آمریکا نام برده شده‌است. او سال‌ها از سوی رسانه‌های مختلف به عنوان جذاب‌ترین مرد جهان یاد شده و زندگی شخصی‌اش مورد پوشش گستردهٔ رسانه‌ها قرار دارد. او از بازیگران جنیفر آنیستون و آنجلینا جولی طلاق گرفته‌است. پیت و جولی شش فرزند دارند که سه فرزندشان در سطح بین‌المللی به فرزندی پذیرفته شده‌اند.

## اوایل زندگی
ویلیام بردلی پیت در ۱۸ دسامبر سال ۱۹۶۳ در شهر شانی، از ویلیام آلوین پیت، مالک یک شرکت حمل و نقل و جین اتا (هیل هاوس)، مشاور مدرسه متولد شد. خیلی زود خانواده او به اسپرینگفیلد، میزوری نقل مکان کردند، مکانی که او با خواهر و برادر کوچکترش، داگلاس میچل (متولد ۱۹۶۶) و جولی نیل (متولد ۱۹۶۹) در کنار هم زندگی می‌کردند. او در یک خانواده مسیحی متولد شد، او غسل تعمید داده شد و به‌عنوان یک مسیحی باپتیست پرورش یافت. او بعداً بین اعتقاد داشتن به فرقه‌های ندانم گرایی و الحاد نوساناتی داشت. وی بعد از این نوسانات، عقیده خود را دربارهٔ معنویت تصحیح کرد. پیت، اسپرینگفیلد را به عنوان «کشور مارک تواین، کشور جسی جیمز» توصیف کرده‌است که در آن تپه‌های بسیار و دریاچه‌های زیادی وجود دارد. پیت در دبیرستان کیکاپو تحصیل کرد و در آنجا عضو تیم‌های گلف، شنا و تنیس بود. وی در کلوپ‌های مدرسه، در بحث‌های مدرسه ای و نمایش‌های موزیکال آن شرکت می‌کرد. پیت پس از فارغ‌التحصیلی از دبیرستان، در سال ۱۹۸۲ در دانشگاه میزوری ثبت نام کرد و در رشته روزنامه‌نگاری با گرایش تبلیغات مشغول به تحصیل شد. با نزدیک شدن به زمان فارغ‌التحصیلی، پیت احساس کرد علاقه ای به این رشته ندارد. او عاشق فیلم و سینما بود و به آنها به‌عنوان درگاهی برای جهان‌های مختلف می‌نگریست. از آنجایی که در محل زندگی پیت، میزوری، فیلم‌سازی نمی‌شد، پیت تصمیم گرفت به لس آنجلس نقل مکان کند. در نتیجه او دو هفته پیش از دریافت مدرکش و قبل از فارغ‌التحصیل شدن، دانشگاه را ترک کرد و وارد لس آنجلس شد. او در آنجا دوره‌های بازیگری را گذراند و کارهای عجیب و غریب انجام داد. وی گری اولدمن، شان پن و میکی رورک را به عنوان الگوهای اولیه بازیگری خود معرفی کرده‌است.
وی پیش‌از آغاز فعالیت سینمایی، مدتی در کنار پیشخدمتی در اغذیه‌فروشی و رانندگی، در لباسی شبیه به مرغ، برای فروشگاه زنجیره‌ای "El Pollo Loco" تبلیغ می‌کرد.

## حرفه

### ۱۹۸۷ تا ۱۹۹۳: ابتدای کار
پیت در حالی که برای شغل خود در لس آنجلس تلاش می‌کرد، از مربی بازیگری، روی لاندن درس‌هایی آموخت. حرفه بازیگری پیت در سال ۱۹۸۷ با بازی جزئی در فیلم‌های هیچ راهی وجود ندارد (۱۹۸۷)، سرزمین هیچ‌کس (۱۹۸۷) و کمتر از صفر (۱۹۸۷) آغاز شد. در ماه مه ۱۹۸۷، او نخستین نقش تلویزیونی خود را در یک نقش دو اپیزودی در یک سریال آبکی در شبکه تلویزیونی ان‌بی‌سی به‌نام دنیایی دیگر انجام داد. در نوامبر همان سال، پیت به عنوان میهمان در سریال کمدی شبکه سی‌بی‌اس به نام Trial and Error و سریال کمدی شبکه ای‌بی‌سی به نام مسائل اولیه حضور داشت.
او بین دسامبر ۱۹۸۷ و فوریه ۱۹۸۸ در چهار قسمت از سریال تلویزیونی دالاس در نقش رندی، دوست پسر شارلی وید (با بازی شالین مک کال) ظاهر شد. سپس در سال ۱۹۸۸، پیت به عنوان مهمان در سریال پلیسی خیابان جامپ شماره ۲۱ شبکه رسانه ای فاکس حضور یافت.
در همان سال، کشورهای یوگسلاوی و ایالات متحده آمریکا برای تولید فیلم نیمه تاریک خورشید با یکدیگر همکاری کرده و نقش اصلی را به پیت دادند. داستان این فیلم درمورد یک جوان آمریکایی است (پیت) که توسط خانواده اش به سواحل آدریاتیک سفر می‌کند تا دارویی برای بیماری پوستی پیدا کند. این فیلم در زمان شروع جنگ استقلال کرواسی بایگانی شد و تا سال ۱۹۹۷ اکران نشد. پیت در سال ۱۹۸۹ در دو فیلم سینمایی ظاهر شد: نخستین فیلم، شامل بازی او در نقش مکمل مرد در فیلم کمدی با هم خوشبخت و دومین نقش اصلی او در فیلم ترسناک طبقه برنده بود. این‌ها جزو نخستین فیلم‌های پیت بودند که به سینماها راه یافتند. او در مجموعه‌های تلویزیونی سی ثانیه، Head of the class ،کابوس‌های فردی، و (برای بار دوم) مسائل اولیه به عنوان مهمان ظاهر شد.
پیت برای بازی در فیلم تلویزیونی Too Young to Die در نقش بیلی کانتون، یک معتاد به مواد مخدر که از یک جوان فراری (با بازی ژولیت لوئیس) سوءاستفاده می‌کند، بازی کرده‌است. داستان فیلم دربارهٔ یک نوجوان سوءاستفاده گر است که به جرم قتل به اعدام محکوم می‌شود. کن تاکر از مجله انترتینمنت ویکلی نوشت: «پیت (در نقش) یک حقه باز باشکوه به‌عنوان دوست پسر او (جولیت لوئیس) است و بسیار بدذات بنظر می‌رسد، او واقعاً ترسناک است.» در همان سال، پیت در شش قسمت از فیلم تلویزیونی Glory Days ایفای نقش کرد و در شبکه اچ‌بی‌او در فیلم تلویزیونی نگاره نقش مکمل را بازی کرد. حضور بعدی او در سال ۱۹۹۱ و در فیلم از میان مسیرها رخ داد. پیت نقش جو مالونی، دونده دبیرستان را به همراه یک برادر جنایتکارش، با بازی ریک شرودر به تصویر کشید. پیت پس از سالها بازی در نقش مکمل در فیلم‌ها و حضور مکرر به‌عنوان مهمان در برنامه و فیلم‌ها، در نقش مکمل مرد در فیلمی به کارگردانی ریدلی اسکات در سال ۱۹۹۱ به نام تلما و لوییز شهرت بیشتری پیدا کرد. او در نقش J.D. ، یک جنایتکار بدون شهرت که با تلما (جینا دیویس) دوست است، بازی کرد. صحنه عاشقانه او با دیویس به عنوان واقعه ای ذکر شده‌است که پیت را به عنوان یک نماد جنسی مشهور کرد. پس از تلما و لوئیز، پیت در سال ۱۹۹۱ و در فیلم کم بودجه جانی سوئید در نقش یک ستاره راک حضور داشت و در سال ۱۹۹۲ در فیلم لایو اکشن و فانتزی جهان باحال بازی کرد که این لایو اکشن دارای نقدهای ضعیف و عملکرد ضعیف در گیشه بود.
پیت در سال ۱۹۹۲ در فیلم بیوگرافی رودخانه ای از آن میان می‌گذرد، به کارگردانی رابرت ردفورد، نقش پل مکلین را به عهده گرفت. ژانت موک در مجله پیپل از ایفای نقش او برای این شخصیت به عنوان یک عملکرد شغلی یاد می‌کند و نقدهایی به آن وارد کرد. پیت اعتراف کرده‌است که هنگام ساخت فیلم تحت فشار بوده و گفت که این یکی از ضعیف‌ترین بازی‌هایش می‌باشد و خیلی عجیب است که در نهایت این فیلم یکی از مواردی بوده که او بیشتر به آن توجه کرده بود و در آن بازی کرده‌است. علی‌رغم این صحبت‌ها، پیت معتقد بود که او از کار با چنین بازیگران با استعدادی سود برده‌است. او همکاری با ردفورد را با بازی تنیس با یک بازیکن بهتر مقایسه کرد و گفت «وقتی با کسی بهتر از خودت بازی کنی، بازیت بهتر می‌شود.» در سال ۱۹۹۳، پیت در فیلم کالیفرنیا با ژولیت لوئیس همبازی شد. او در نقش اریل گریس، یک قاتل زنجیره ای و شوهر حقه باز کاراکتر ژولیت لوئیس ایفای نقش کرد. نقش پیت توسط پیتر تراورس از مجله رولینگ استون اینگونه توصیف شد «فوق‌العاده، همه جذابیت‌های ظاهری و جسمانی یک پسر را داراست و همچنین دارای ویژگی‌های مردانه و صدای کلفت و خشنی است که مانند یک تهدید به حساب می‌آید.» پیت همچنین توجهات زیادی را برای ایفای نقش مختصری در فیلم داستان عاشقانه واقعی به‌دست‌آورد. در این فیلم، او نقش یک حسابدار را بازی کرد که با وجود ژانر اکشن فیلم، جلوه‌های طنز به آن می‌بخشید. او سال ۱۹۹۳ را با برنده شدن جایزه انجمن ملی صاحبان سینما به پایان رساند.

### ۱۹۹۴ تا ۱۹۹۸: پیشرفت و موفقیت
در سال ۱۹۹۴، پیت، خون‌آشام لوئی دو پوئنت دو لاک را در فیلم ترسناک مصاحبه با خون‌آشام براساس رمانی به همین نام به نویسندگی آن رایس در سال ۱۹۷۶ به تصویر کشید. او بخشی از بازیگران این فیلم شامل تام کروز، کریستین دانست، کریستین اسلاتر و آنتونیو باندراس بود. علی‌رغم برنده شدن دو جایزه فیلم MTV در سال ۱۹۹۵، عملکرد او با استقبال ضعیفی روبرو شد. به گفته نشریه دالاس آبزرور، برد پیت قسمت عمده ای از مشکل در فیلم را تشکیل می‌داد و هنگامی که کارگردانان بر از خود راضی بودن و حماقت او تأکید می‌کنند، او باعث لذت و خوشحالی بینندگان می‌شود و این احساسات تأکید شده را به بیننده القا نمی‌کند. اما در مورد بازی او در این فیلم، چیزی وجود ندارد که نشان دهنده عذاب درونی او (لویی) باشد و این نواقص او را به لویی، خون‌آشام خسته کننده تبدیل می‌کند. پس از اکران فیلم مصاحبه با خون‌آشام، پیت در افسانه‌های خزان (سال ۱۹۹۴) که بر اساس رمانی به همین نام از جیم هریسون نوشته شده، بازی کرد. داستان این فیلم در چهار دهه نخست قرن بیستم در غرب آمریکا رخ داده‌است. پیت با به تصویر کشیدن تریستان لودلو، پسر سرهنگ ویلیام لودلو (آنتونی هاپکینز) مهاجر کورنیشی، نخستین نامزدی جایزه گلدن گلوب را در گروه بهترین بازیگر دریافت کرد. آیدان کوین و هنری توماس در نقش برادران پیت همبازی او بودند. اگرچه استقبال از فیلم متفاوت بود، بسیاری از منتقدان فیلم عملکرد پیت را ستودند. جانت ماسلین از مجله نیویورک تایمز گفت: "ترکیب متفاوتی که بازیگری و نگرش و دیدگاه‌های پیت ایجاد می‌کند باعث جذابیت ظاهری او در فیلم‌هایش می‌شود، مایه شرمساری است که جنبه‌های ظاهری فیلم مانع او می‌شوند ." دزرت نیوز نیز پیش‌بینی کرد که فیلم افسانه‌های خزان باعث شهرت پیت به‌عنوان بازیگر اصلی فیلم‌ها می‌شود.
در سال ۱۹۹۵، پیت در کنار مورگان فریمن، گوینت پالترو و کوین اسپیسی در تریلر جنایی هفت بازی کرد و نقش یک کارآگاه که دنبال قاتل زنجیره ای است که افراد را به علت انجام هفت گناه کبیره به قتل می‌رساند، بازی کرد. پیت این فیلم را یک فیلم عالی و فوق‌العاده خواند و اعلام کرد این فیلم، افق‌های بازیگری او را گسترش می‌دهد. او ابراز خرسندی کرد که از بازی در نقش کاراکترهای پسران زیبا و جذاب به سمت به بازی در نقش کاراکترهای عیب‌دار سوق پیدا کرده‌است. عملکرد او در این فیلم با استقبال بسیار خوبی روبرو شد، مجله ورایتی گفت که این فیلم در بهترین حالت ممکن عمل می‌کند. بیشتر اظهارها در مورد توانایی پیت برای تبدیل شدن به عنوان کاراکتر کارآگاهی مصمم بود. فیلم هفت در گیشه بین‌المللی ۳۲۷ میلیون دلار درآمد کسب کرد. به دنبال موفقیت این فیلم، پیت در نقش یک آنارشیست روان پریش به نام جفری گوینز، در فیلم علمی-تخیلی ۱۲ میمون، ساخته تری گیلیام، در سال ۱۹۹۵ بازی کرد. این فیلم انتقادات مثبتی درمورد بازی پیت کسب کرد. جانت ماسلین از مجله نیویورک تایمز، فیلم دوازده میمون را «خشن و نگران کننده» خواند و در مورد عملکرد فوق‌العاده پیت اظهار نظر کرد. پیت جایزه گلدن گلوب بهترین بازیگر نقش مکمل مرد و نخستین نامزدی اسکار بهترین بازیگر نقش مکمل مرد را برای این فیلم دریافت کرد.

سال بعد، او در فیلم خواب روها بر اساس رمانی به همین نام، از لورنزو کارکاتررا ظاهر شد. این فیلم با بازخوردهای مختلفی روبرو شد. در فیلم متعلق به شیطان (سال ۱۹۹۷) پیت، در مقابل هریسون فورد، در نقش تروریست ارتش جمهوری‌خواه ایرلندی، روری دیوانی، بازی کرد. او برای ایفای این نقش لازم بود لهجه ایرلندی را یاد بگیرد. انتقاداتی در مورد لهجه او شکل گرفت. سانفرانسیسکو کرونیکل نوشت: «پیت لحن درست لهجه را پیدا کرده‌است، اما در بعضی مواقع لهجه او آزار دهنده می‌شود و درک آنچه او می‌گوید دشوار است». روزنامه چارلستون اظهار داشت که لهجه پیت را در فیلم پسندیده‌است. فروش فیلم متعلق به شیطان در سراسر جهان ۱۴۰ میلیون دلار بود و یک شکست مهم تجاری محسوب شد. 

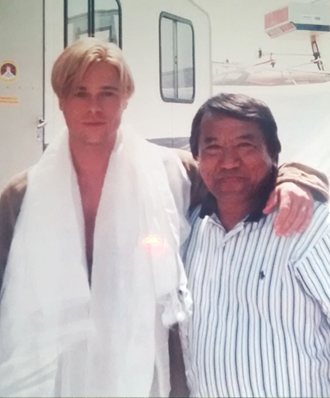
برد پیت و کارگردان فیلم هفت سال در تبت

بعداً در همان سال، او نقش هاینریش هارر، کوهنورد اتریشی در فیلم هفت سال در تبت، اثر ژان ژاک آناود را بازی کرد. پیت ماه‌ها برای ایفای این نقش آموزش کوهنوردی و کوه پیمایی دید و ایفای این نقش تمرین‌های زیادی لازم داشت از جمله صخره‌نوردی در کالیفرنیا و آلپ اروپا با همبازی خود، دیوید تیولیس. در سال ۱۹۹۸، پیت نقش اصلی فیلم عاشقانه-فانتزی با جو بلک آشنا شوید را دریافت کرد. وی شخصیتی از جهان مرگ را که در بدن یک مرد جوان ساکن است به تصویر کشید که یادمی‌گیرد انسان بودن چگونه است. این فیلم با بازخوردهای مختلفی روبرو شد و بسیاری انتقاداتی نسبت به عملکرد پیت داشتند. به گفته میک لاسال از کرونیکل سانفرانسیسکو، پیت قادر نبود باعث شود مخاطب باور کند که او از همه رمز و راز مرگ و ابدیت خبر دارد. راجر ابرت اظهار داشت که پیت بازیگر خوبی است، اما این اجرایش یک محاسبه غلط بود.

### ۱۹۹۹ تا ۲۰۰۳: آغاز شهرت
در سال ۱۹۹۹، پیت نقش تایلر دوردن را در فیلم باشگاه مبارزه به تصویر کشید. این فیلم اقتباسی سینمایی از رمان چاک پالانیک به همین نام به کارگردانی دیوید فینچر است. پیت برای این فیلم، آموزش بوکس، تکواندو و گراپلینگ دید. برای طبیعی جلوه تر کردن بخشی از فیلم، پیت با برداشتن قطعاتی از دندانهای جلویی خود موافقت کرد که در پایان فیلمبرداری ترمیم شدند. پیت هنگام تبلیغ باشگاه مبارزه، گفت که این فیلم به بررسی تهاجمات شخصی به شخص دیگر نمی‌پردازد اما گفت که برای داشتن یک تجربه، یک مشت بیشتر بزنید. فیلم باشگاه مبارزه برای نخستین بار در جشنواره بین‌المللی فیلم ونیز در سال ۱۹۹۹ اکران شد. علیرغم اختلاف نظرهای منتقدانه در مورد فیلم، به‌طور کلی عملکرد پیت مورد ستایش گسترده قرار گرفت. پل کلینتون از شبکه خبری سی‌ان‌ان به ماهیت پر خطر و در عین حال موفق فیلم اشاره کرد، در حالی که روایتی اظهار داشت که توانایی پیت در باحال بودن، جذاب بودن و داشتن پویایی فیزیکی، شاید تقلیدی از نقش موفقیت آمیزش در فیلم تلما و لوئیز باشد. با وجود عملکرد بالاتر از حد انتظار در گیشه، فیلم باشگاه مبارزه پس از انتشار دی‌وی‌دی در سال ۲۰۰۰، به یک فیلم کالت کلاسیک تبدیل شد.

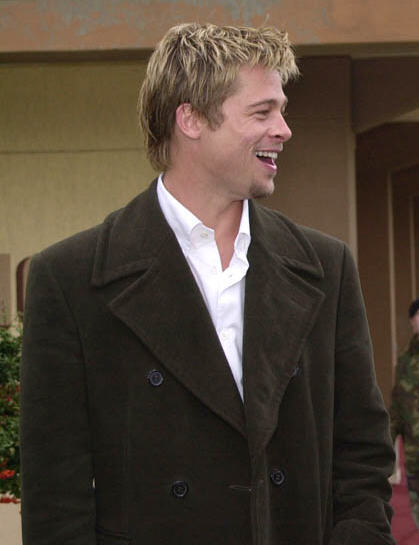
پیت در سال ۲۰۰۱

 در سال ۲۰۰۰، پیت به عنوان یک بوکسور کولی ایرلندی با لهجه ای به سختی قابل درک در فیلم گانگستری گای ریچی به نام قاپ زنی ایفای نقش کرد. چندین صاحب نظر، منتقد این فیلم بودند. با این حال، بیشتر از پیت برای ایفای نقشش تمجید می‌شود. میک لاسال از سانفرانسیسکو کرونیکل گفت: پیت در نقش یک ایرلندی بازی می‌کرد که لهجه اش خیلی غلیظ است به طوری که انگلیسی‌ها هم نمی‌توانند دیالوگ‌های او را به خوبی متوجه شوند، و ادامه داد که قبل از فیلم قاپ زنی، پیت به ایفای نقش در فیلم‌هایی که بی محتوا و فقط مخصوص گیشه بودند مشغول بود اما اخیراً حرفه خود را در کمدی سیاه و فیلم‌های برون‌گرایی گسترش داده‌است. در حالی که ایمی توبین از ویلج ویس ادعا کرد که پیت با ایفای یک نقش در فیلم کمدی، بسیار بامزه بازی می‌کند. سال بعد پیت در مقابل جولیا رابرتز در کمدی رمانتیک مکزیکی بازی کرد، که این فیلم از موفقیت در گیشه نیز برخوردار شد و نقدهای متفاوتی دریافت کرد. نقش بعدی پیت، در فیلم جاسوس بازی (سال ۲۰۰۱) با فروش ۱۴۳ میلیون دلار، در نقش تام بیشاپ، یکی از اعضای بخش فعالیت‌های ویژه سازمان سیا بود که از کاراکتری که رابرت ردفورد آن را بازی کرد، راهنمایی و مشاوره می‌گرفت. مارک هولکومب از وبگاه خبری سلان از این فیلم لذت برد، اگرچه خاطرنشان کرد که نه پیت و نه ردفورد ارتباط عاطفی زیادی برای مخاطب ایجاد نکردند.
در ۲۲ نوامبر ۲۰۰۱، پیت به عنوان مهمان در فصل هشتم سریال تلویزیونی دوستان ظاهر شد و در نقش یک شخص با کینه از ریچل گرین (با بازی جنیفر آنیستون)، که پیت در آن زمان با او ازدواج کرده بود، بازی کرد. او برای ایفای این نقش، نامزد دریافت جایزه امی در رده بازیگران مهمان برجسته در سریال کمدی شد. در دسامبر ۲۰۰۱، پیت در نقش راستی رایان در فیلم یازده یار اوشن -که بازسازی فیلمی در دهه شصت بود- به گروه بازیگرانی از جمله جورج کلونی، مت دیمون، اندی گارسیا و جولیا رابرتز پیوست. با استقبال خوب منتقدان، یازده یار اوشن در گیشه بسیار موفق بود و فروش ۴۵۰ میلیون دلاری در سراسر جهان داشت. پیت در فوریه سال ۲۰۰۲ در دو قسمت از سریال Jackass ظاهر شد. در همان سال، پیت در نخستین تجربه کارگردانی جرج کلونی و در فیلم اعترافات ذهن خطرناک ایفای نقش کرد. سال ۲۰۰۳ پیت کار دوبلوری را با دوبله شخصیت سندباد در انیمیشن سندباد: افسانه هفت دریا و همچنین یک قسمت از انیمیشن پادشاه جهنم امتحان کرد.

### ۲۰۰۴ تا ۲۰۱۳: شهرت جهانی
پیت در سال ۲۰۰۴ دو نقش مهم سینمایی داشت، نخستین فیلم مهم او بازی در نقش آشیل در تروآ و دومین فیلم او بازی مجدد در نقش راستی رایان، در دنباله فیلم یازده یار اوشن یعنی دوازده یار اوشن بود. وی قبل از فیلمبرداری تروآ، که براساس فیلم ایلیاد بود، شش ماه دوره آموزش شمشیر زنی را گذراند. او هنگام فیلمبرداری این فیلم دچار آسیب دیدگی از ناحیه تاندون پا شد که روند فیلمبرداری را چند هفته به تأخیر انداخت. استفان هانتر از روزنامه واشینگتن پست اظهار داشت که پیت در ایفای چنین نقشی سرآمد بود. تروآ نخستین فیلم تولید شده توسط شرکت پلن بی انترتینمنت بود که او دو سال قبل از آن فیلم با جنیفر آنیستون (همسر سابقش) و برد گری که مدیرعامل پارامونت پیکچرز بود، تأسیس کرده بود. دوازده یار اوشن در سراسر جهان ۳۶۲ میلیون دلار درآمد کسب کرد و پل کلینتون از سی‌ان‌ان، زوج سینمایی پیت و کلونی را به عنوان بهترین زوج بازیگر مرد از زمان پل نیومن و رابرت ردفورد توصیف کرد. در سال ۲۰۰۵، پیت در نقش جان اسمیت در فیلم کمدی-حادثه ای آقا و خانم اسمیت به کارگردانی داگ لیمان بازی کرد. داستان آن درمورد یک زن و شوهر است که پی می‌برند که هر یک قاتلی بوده که برای کشتن دیگری فرستاده شده‌است. این فیلم نقدهای خوبی دریافت کرد و جولی که نقش همسر کاراکتر خود جان اسمیت را بازی می‌کرد، مورد ستایش قرار گرفت. آقا و خانم اسمیت ۴۷۸ میلیون دلار در سراسر جهان فروش داشت و این یکی از پربیننده‌ترین فیلم‌های سال ۲۰۰۵ بود.
برای فیلم بعدی، پیت در مقابل کیت بلانشت در درام چند روایتی بابل (محصول سال ۲۰۰۶) ساخته الخاندرو گونسالس اینیاریتو بازی کرد. عملکرد پیت با استقبال خوبی روبرو شد و سیاتل Post-Intelligencer گفت که او بازیگری معتبر است و به فیلم بُعد می‌بخشد. پیت بعدها گفت که وی شرکت در این فیلم را به عنوان یکی از بهترین تصمیمات شغلی خود می‌داند. این فیلم در یک نمایش ویژه در جشنواره کن سال ۲۰۰۶ به نمایش درآمد و سپس در جشنواره بین‌المللی فیلم تورنتو سال ۲۰۰۶ دوباره اکران شد. بابل در هفت بخش نامزد دریافت جایزه آکادمی و گلدن گلوب شد و جایزه گلدن گلوب بهترین درام را از آن خود کرد و پیت نامزدی جایزه گلدن گلوب بازیگر نقش مکمل مرد را به دست آورد. در همان سال، کمپانی پیت، پلن بی انترتینمنت، فیلم رفتگان را تولید کرد که برنده جایزه اسکار بهترین فیلم شد. پیت به عنوان تهیه‌کننده فیلم حضور داشت. با این حال، فقط گراهام کینگ واجد شرایط برنده شدن در اسکار شد.
پیت در سال ۲۰۰۷، مجدداً در نقش راستی رایان در فیلم سینمایی سیزده یار اوشن ایفای نقش نمود که دنباله ای از فیلم‌های یازده یار اوشن و دوازده یار اوشن بود. این دنباله در حالی که فروش کمتری نسبت به دو فیلم اول داشت، در گیشه بین‌المللی ۳۱۱ میلیون دلار درآمد کسب کرد. پیت در فیلم سینمایی بعدی خود، نقش مجرم آمریکایی، جسی جیمز را در درام وسترن ترور جسی جیمز به‌دست رابرت فورد بزدل که اقتباسی از رمان رون هانسن به همین نام در سال ۱۹۸۳ بود، ایفا کرد. این فیلم توسط اندرو دومینیک کارگردانی شد و توسط شرکت پیت یعنی پلن بی انترتینمنت تهیه شد. این فیلم در سال ۲۰۰۷ در جشنواره فیلم ونیز اکران شد. لوئیس بیل از مجله بین‌المللی فیلم، نقش پیت را ترسناک و جذاب توصیف کرد. این فیلم برای پیت موفقیت در کسب جایزه جام ولپی شصت و چهارمین جشنواره فیلم ونیز را به همراه داشت. وی سرانجام این جایزه را یک سال بعد و در همین جشنواره در سال ۲۰۰۸ دریافت کرد. از ژانویه ۲۰۱۹، ترور جسی جیمز به دست رابرت فورد بزدل به گفته خودش، یکی از فیلم‌هایش است که بسیار برای او جذاب می‌باشد و به نظرش این فیلم، یکی از بهترین فیلم‌هایش محسوب می‌شود.

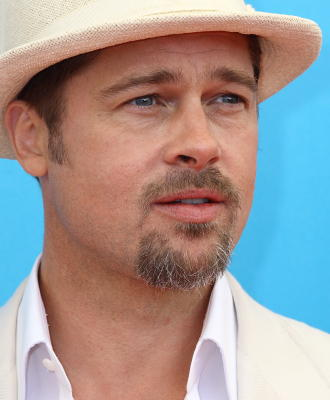
پیت در اکران فیلم بخوان و بسوزان

حضور بعدی پیت در کمدی سیاه بخوان و بسوزان در سال ۲۰۰۸ بود که نخستین همکاری او با برادران کوئن به‌شمار می‌آید. فیلم با استقبال مثبت منتقدان رو به رو شد و گاردین آن را «کمدی جاسوسی» قلمداد کرد و خاطر نشان کرد که بازی پیت یکی از جالب‌ترین بازی‌ها بود. او سپس برای ایفای نقش بنجامین باتن در همان سال و در فیلم مورد عجیب بنجامین باتن ساخته دیوید فینچر انتخاب شد. این فیلم نسخه اقتباس شده از یک داستان کوتاه اثر اسکات فیتزجرالد است. این دومین همکاری پیت با فینچر پس از فیلم موفق باشگاه مبارزه به‌شمار می‌آید. داستان این فیلم درمورد مردی است که پیر متولد می‌شود و به مرور زمان، جوان می‌شود. روزنامه بالتیمور سان بازی پیت در این فیلم را بسیار احساسی خواند و اشاره کرد که این بازی فوق‌العاده، فیلم را به یک شاهکار تمام دوران تبدیل کرده‌است. موفقیت پیت در بازی در این فیلم موجب شد تا پیت برای نخستین بار نامزدی دریافت جایزه انجمن بازیگران فیلم و همچنین چهارمین جایزه گلدن گلوب و دومین جایزه اسکار همه در رده بهترین بازیگر نقش اول مرد را دریافت کند. این فیلم در سیزده بخش جایزه اسکار دریافت کرد و ۳۲۹ میلیون دلار در گیشه سراسر جهان فروش داشت.

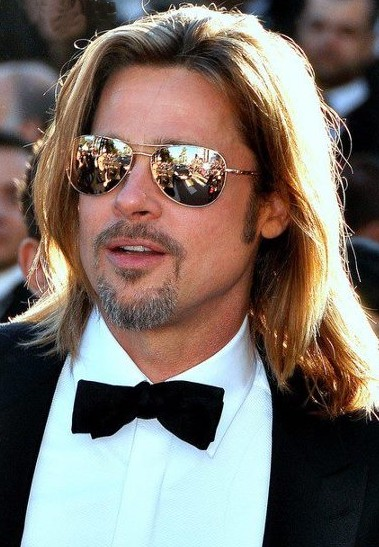
پیت در جشنواره فیلم کن سال ۲۰۱۲

نقش اصلی بعدی پیت در سال ۲۰۰۹ در فیلم جنگی حرامزاده‌های لعنتی به کارگردانی کوئنتین تارانتینو بود که نخستین بار در جشنواره کن سال ۲۰۰۹ به نمایش درآمد. پیت در نقش ستوان آلدو راین، یکی از نیروهای متفقین که با نازی‌ها در فرانسه تحت اشغال آلمان می‌جنگید، بازی کرد. این فیلم با فروش ۳۱۱ میلیون دلار در سراسر جهان در گیشه موفق شد و نظرات مطلوبی را به همراه داشت. این فیلم جوایز و نامزدی‌های متعددی از جمله نامزدی هشت جایزه اسکار و هفت بار نامزدی دریافت جایزه فیلم MTV دریافت کرد و همچنین جایزه بهترین بازیگری مرد برای پیت را به همراه داشت. برد پیت سپس شخصیت ابرقهرمانی مترومن را در انیمیشن ابر ذهن (سال ۲۰۱۰) صداپیشگی کرد. پیت در فیلم درام درخت زندگی ساخته ترنس مالیک با شان پن همبازی شد که در جشنواره فیلم کن سال ۲۰۱۱، جایزه نخل طلا را از آن خود کرد. وی در فیلم مانیبال که مورد تحسین بسیار قرار گرفت، نقش مدیر کل ورزش‌های اوکلند، بیلی بین را به تصویر کشید که داستان این فیلم براساس کتابی به همین نام نوشته مایکل لوئیس در سال ۲۰۰۳ نوشته شده‌است. مانیبال نامزد دریافت شش جایزه اسکار از جمله بهترین فیلم و بهترین بازیگر نقش اول مرد برای پیت شد.
نقش بعدی او در فیلم به آرامی بکش ساخته اندرو دومینیک بود. او کاراکتر جکی کوگان، ضارب اوباش را به تصویر کشید. این فیلم بر اساس رمان تجارت کوگان نوشته جورج وی هیگزز ساخته شد. در سال ۲۰۱۳، پیت در فیلم جنگ جهانی زد که یک فیلم مهیج دربارهٔ آخرالزمان زامبی بود، براساس رمانی به همین نام از ماکس بروکس، بازی کرد. پیت تهیه‌کننده این فیلم نیز بود. فیلم جنگ جهانی زد با فروش ۵۴۰ میلیون دلار در گیشه جهانی، بالاترین فروش فیلم‌های پیت را به خود اختصاص داد. سپس او در سال ۲۰۱۳، درام تاریخی ۱۲ سال بردگی برگرفته از زندگی‌نامه سلیمان نوروتاپ را تهیه و نقش مختصری را در آن ایفا کرد. این فیلم مورد تحسین منتقدان قرار گرفت و ۹ بار نامزد دریافت جایزه اسکار شد که از این بین، ۳ جایزه از جمله بهترین فیلم را از آن خود کرد. همچنین در سال ۲۰۱۳، پیت نقش مکمل در فیلم مشاور ساخته ریدلی اسکات را بازی کرد.
کمپانی پلن بی اینترتینمنت در سال ۲۰۱۳–۲۰۱۴، نخستین مجموعه تلویزیونی این کمپانی را با همکاری استودیو ABC به نام Resurrection تولید کرد که یک درام علمی-تخیلی/خیالی است.

### ۲۰۱۴ تا کنون: بازیگر مطرح سینما
پیت در فیلم خشم که داستانی درمورد جنگ جهانی دوم دارد به کارگردانی و نویسندگی دیوید آیر بازی کرده‌است و در این فیلم همبازی جان برثنال، شایا لابوف، مایکل پنیا و جیسون ایساکس گردید. این فیلم در تاریخ ۱۷ اکتبر سال ۲۰۱۴ اکران شد. در پایان اکران خود، فیلم خشم ثابت کرد که یک موفقیت تجاری است. این فیلم بیش از ۲۱۱ میلیون دلار در سراسر جهان فروش داشته‌است و از صاحب نظران و منتقدان، نظرات بسیار مثبتی را دریافت کرده‌است. در سال ۲۰۱۵، پیت در سومین فیلم کارگردانی شده همسر سابقش یعنی، آنجلینا جولی، به نام by the sea با او همبازی می‌شود. این فیلم توسط جولی کارگردانی و فیلم‌نامه آن نیز توسط جولی نوشته شده‌است. داستان این فیلم درمورد ازدواجی است که به بحران برخورده است. این فیلم در ژانر درام و رمانتیک است. همچنین این فیلم دومین همکاری آنها از سال ۲۰۰۵ و پس از فیلم آقا و خانم اسمیت بود.
نقش بعدی پیت در فیلم کمدی درام بیوگرافی رکود بزرگ نام داشت که وی همچنین تهیه‌کننده آن فیلم نیز بود و در کنار کریستین بیل، استیو کارل و رایان گاسلینگ بازی کرد. این فیلم در جهان موفقیت تجاری کسب کرد. همچنین این فیلم در گیشه بین‌المللی بیش از ۱۰۲ میلیون دلار فروش داشت و نظرات مثبت منتقدان را دریافت کرد. فیلم رکود بزرگ نامزد دریافت پنج جایزه اسکار از جمله بهترین فیلم شد و برای پیت، سومین نامزدی جایزه اسکار را شامل گردید. در سال ۲۰۱۶، پیت در تریلر عاشقانه متفقین و به کارگردانی رابرت زمکیس بازی کرد، که داستان آن در مورد جاسوسی است (پیت) که در حین مأموریت برای کشتن یک مقام آلمانی در جنگ جهانی دوم عاشق یک جاسوس فرانسوی (کوتیار) می‌شود.

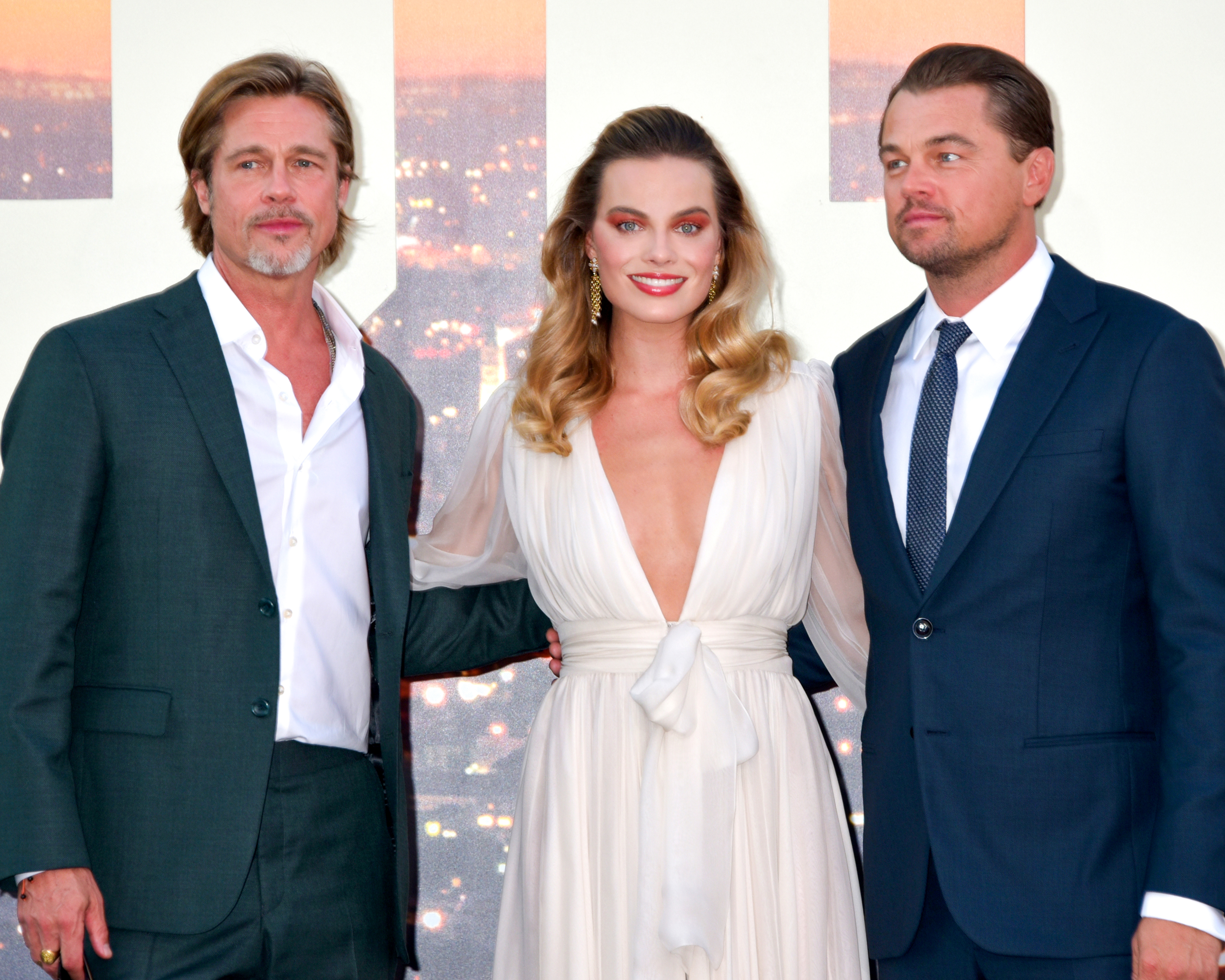
دی‌کاپریو، مارگو رابی و برد پیت پس از اکران فیلم روزی روزگاری در هالیوود

در سال ۲۰۱۷، او در فیلم کمدی-جنگی ماشین جنگ بازی کرد که از پلتفرم نتفلیکس پخش شد. او علاوه بر بازی در این فیلم، تهیه کنندگی آن را نیز بر عهده داشت. پیت در برنامه گفتگوی آخر شب جیم جفری در سال ۲۰۱۷ به عنوان یک هواشناس نقش بازی کرد. در سال ۲۰۱۶، اعلام شد که پیت در دنباله فیلم جنگ جهانی زد بازی خواهد کرد که به‌طور رسمی در تاریخ ۹ ژوئن سال ۲۰۱۷ اکران خواهد شد. با این حال، در اوایل سال ۲۰۱۷، اعلام شد که تاریخ انتشار به‌طور نامحدود به تأخیر می‌افتد. در ژوئن همان سال، اعلام شد که دیوید فینچر که دنباله جنگ جهانی زد را کارگردانی می‌کند اما در نهایت به دلیل مسائل مالی و بودجه کم، از اجرای پروژه منصرف گردید. پیت در سال ۲۰۱۹ در فیلم روزی روزگاری در هالیوود به کارگردانی کوئنتین تارانتینو در نقش کلیف بوث، یک بدلکار بازی کرد. او در این فیلم، همبازی لئوناردو دی‌کاپریو شد.
وی برای بازی در این فیلم، جایزه اسکار بهترین بازیگر نقش مکمل مرد، جایزه گلدن گلوب، جایزه بفتا و جایزه سینمایی انتخاب منتقدان برای بهترین بازیگر نقش مکمل مرد را دریافت کرد. این دومین بار بود که پیت جایزه اسکار را دریافت کرد.
او در سال ۲۰۱۹، در فیلم به سوی ستارگان کارگردانی شده توسط جیمز گری ایفای نقش کرد. عملکرد و بازی پیت در این فیلم از سوی منتقدان ستایش شد. بعد از ایفای نقش در این فیلم، پیت با مارگو رابی در فیلم جدید دیمین شزل به نام بابل مجدداً همبازی خواهد شد که این دومین همکاری پیت با رابی بعد از فیلم روزی روزگاری در هالیوود به‌شمار می‌آید. (ابتدا اما استون برای ایفای نقش در فیلم انتخاب شده بود که به‌دلیل تداخل در برنامه و فعالیت‌های سینمایی او، این نقش به مارگو رابی داده شد) همچنین پیت در فیلم جدید دیوید لیچ به نام قطار سریع‌السیر نیز بازی خواهد کرد که در سال ۲۰۲۲ اکران می‌شود.

## فعالیت‌های بشردوستانه و سیاسی
برد پیت تقریباً از حامیان حزب دموکرات آمریکا است. او برای حمایت از نامزدی جان کری در سال ۲۰۰۴، به دانشگاه میزوری رفت و سخنرانی کرد. در انتخابات سال ۲۰۱۲ نیز از حامیان ریاست جمهوری باراک اوباما بود.
در زمینه فعالیت‌های بشردوستانه نیز پیت فعالیت بسیاری دارد. وی از اعضای کمپینی است که علیه بیماری ایدز مبارزه می‌کند. پیت همچنین در سال ۲۰۰۵ مستندی دربارهٔ وضعیت سلامت بشریت، صداگذاری کرد، در همین سال بود که به همراه جولی به هائیتی سفری بشردوستانه می‌کند. در ماه مه سال ۲۰۰۷، پیت مبلغ یک میلیون دلار به ۳ سازمان خیریه در چاد و سودان اهدا می‌کند تا صرف مردمی شود که در معرض خشونت‌های آن منطقه دچار خسارت شدند.
برد پیت علاقه خاصی به معماری دارد. فارغ از فعالیت‌های فرهنگی‌اش در زمینه ساخت و سازهای سازگار با محیط زیست، وی مالک شرکتی در حوزه معماری و فعال در زمینه سازه‌های سازگار با محیط زیست دارد. در مارس ۲۰۰۹ طی دیداری با اوباما و نانسی پلوسی نیز در این زمینه با هم گفتگوهایی انجام دادند.
در ماه سپتامبر ۲۰۰۶، پیت به همراه جولی سازمانی خیریه به نام بنیاد پیت-جولی را راه‌اندازی می‌کنند. این بنیاد در همان سال تأسیس، مبلغ یک میلیون دلار را به پزشکان بدون مرز و سازمانی دیگر حامی حقوق کودکان اهدا می‌کند، چند ماه بعد و در ماه اکتبر نیز مبلغ ۱۰۰٫۰۰۰ دلار دیگر به مؤسسه خیریه دیگر اهدا می‌شود. بر طبق اسناد رسمی، برد پیت و آنجلینا جولی تنها در سال ۲۰۰۶ مبلغی حدود ۸٫۵ میلیون دلار را در این مؤسسه خیریه متعلق به خود سرمایه‌گذاری کردند که ۳٫۴ میلیون دلار دیگر در سال ۲۰۰۷ را نیز باید به آن افزود.
در ماه جون سال ۲۰۰۹ مبلغ یک میلیون دلار به بخش حمایت از پناهجویان سازمان ملل اهدا می‌کنند تا صرف آوارگان پاکستانی آواره بر اثر جنگ نظامیان و طالبان شود. در سال ۲۰۱۰ نیز مبلغ یک میلیون دلار به پزشکان بدون مرز اهدا شد تا صرف هزینه‌های کمک‌های پزشکی فوری به بیماران در زلزله هائیتی شود.

## در رسانه‌ها
بسیاری از منابع، از جمله مجله امپایر از پیت به‌عنوان یکی از ۲۵ ستاره جذاب و سکسی سینما در سال ۱۹۹۵ نام برد. در همان سال از او به عنوان نماد جذابیت یاد شد و به عنوان جذاب‌ترین مرد زنده دنیا شناخته شد. 

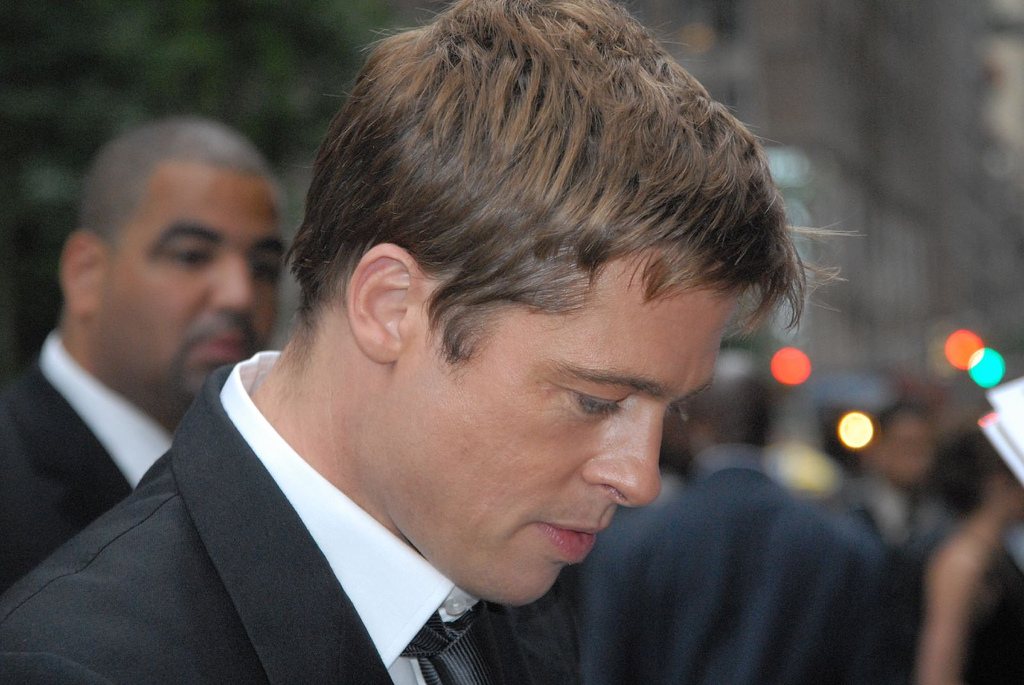
پیت در سال‌های ۱۹۹۵ و ۲۰۰۰، عنوان جذاب‌ترین مرد را توسط مجله پیپل دریافت کرد.

 پیت همین لقب را مجدداً در سال ۲۰۰۰ دریافت کرد. پیت در لیست ۱۰۰ سلبریتی مشهور و قدرتمند مجله فوربز از سال ۲۰۰۶ تا ۲۰۰۸ قرار گرفت. در سال ۲۰۰۷ او در لیست ۱۰۰ نفره با نفوذترین افراد جهان در مجله تایم قرار گرفت.
او دوباره در سال ۲۰۰۹ در لیست ۱۰۰ نفره مجله تایم در لیست "Builders and Titans" قرار گرفت. از سال ۲۰۰۵ و با شروع رابطه وی با آنجلینا جولی توجه رسانه‌ها به آن‌ها بسیار بیشتر از قبل شد. پس از تأیید خبر بارداری جولی، شدت فشار رسانه‌ها به قدری بالا گرفت که این زوج تصمیم گرفتند برای تولد دخترشان به نامیبیا بروند. در همین زمینه یکی از وبلاگ‌های پاپاراتزی از تولد کودک آنها به عنوان مورد انتظارترین تولد از زمان مسیح یاد کرد. همین ماجرا بار دیگر دو سال بعد و در زمان بارداری مجدد جولی تکرار شد. این بار جولی به مدت دو هفته در بیمارستانی در نیس بستری بود و خبرنگارانی که در انتظار تولد فرزند آن‌ها بودند در بیرون از بیمارستان اردو زده و منتظر بودند تا خبر تولد را مخابره کنند. 

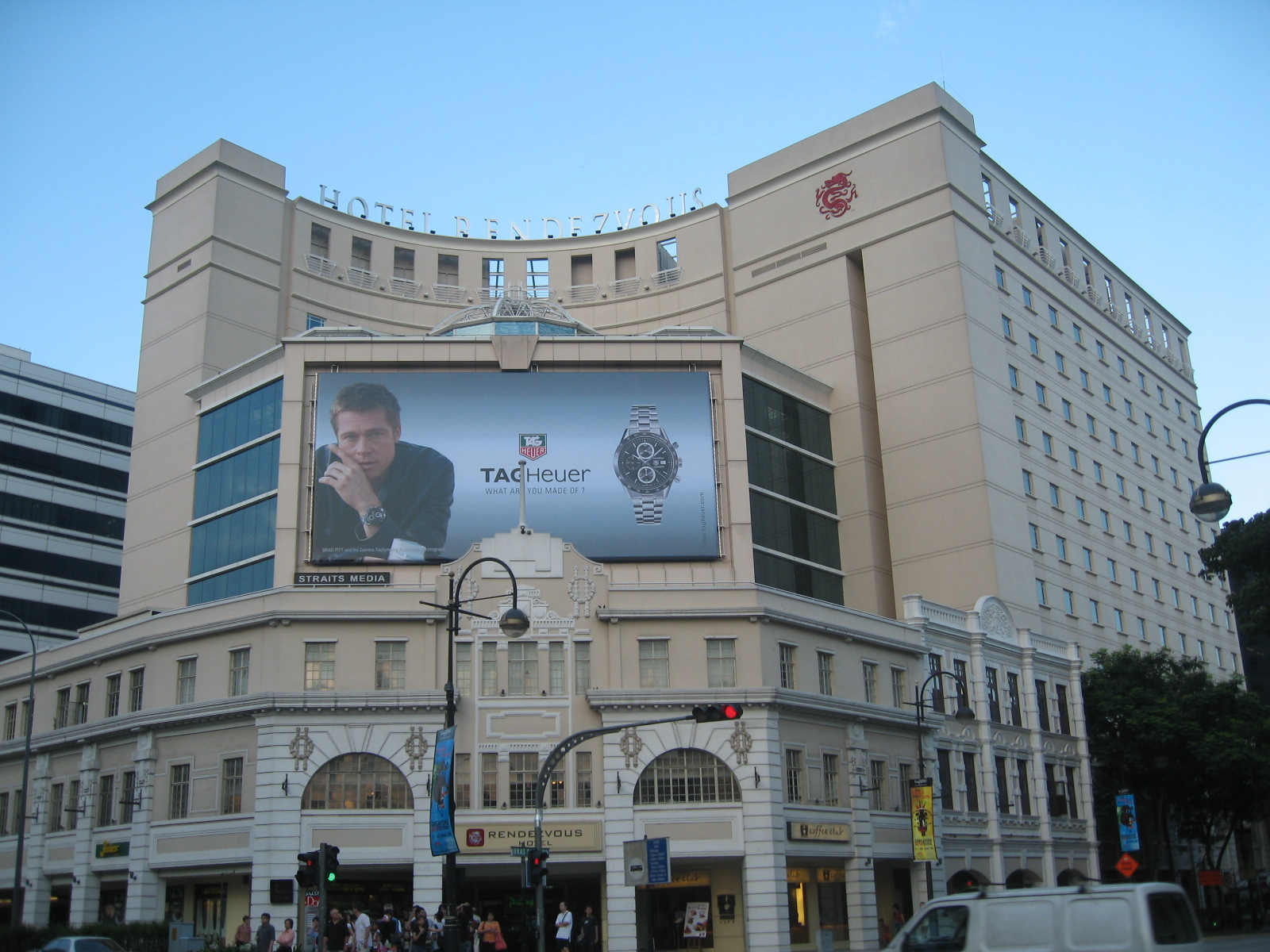
بیلبورد تبلیغ ساعت‌مچی توسط پیت در سال ۲۰۰۶

 در یک نظرسنجی تجاری جهانی توسط ACNielsen در سال ۲۰۰۶ در ۴۲ بازار بین‌المللی، مشخص شد که پیت و جولی، محبوب‌ترین چهره‌ها برای مردم هستند و در نتیجه از آنها برای تبلیغ کردن کالاهایشان دعوت به‌عمل آمد. به همین دلیل پیت در چندین تبلیغ تلویزیونی حضور داشته‌است. در ۲ ژوئن ۲۰۱۵، سیاره کوچک ۲۹۱۳۲ به احترام وی، (Bradpitt) نامگذاری شد.

## زندگی شخصی

### رابطه‌ها

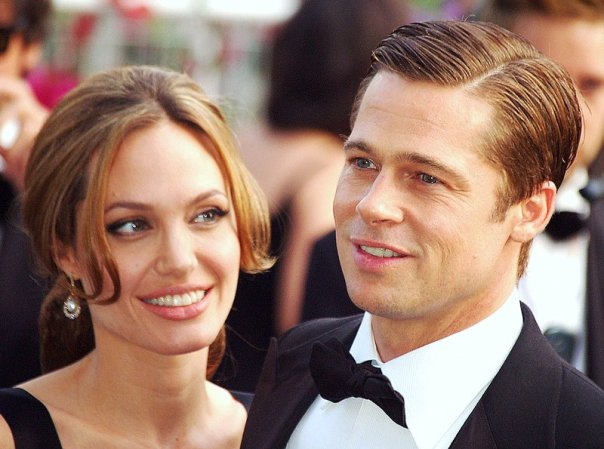
برد پیت و آنجلینا جولی در فستیوال فیلم کن فرانسه. سال ۲۰۰۷

پیت در اواخر دهه ۱۹۸۰ و اوایل ۱۹۹۰ با ستارگان زیادی رابطه داشته‌است از جمله این ستارگان می‌توان به رابین گیونز، جیل شولن و جولیت لوئیس اشاره کرد. اما یکی از رابطه‌های وی که بسیار حالت عمومی به خود گرفت، رابطه پیت با گوئینت پالترو بود که در بین سال‌های ۱۹۹۴ تا ۱۹۹۷ رخ داد. وی در سال ۱۹۹۸ با جنیفر آنیستون آشنا شده و دو سال بعد در ۲۹ ژوئیه سال ۲۰۰۰ با وی در یک مراسم خصوصی در ملیبو ازدواج می‌کند. برای چندین سال، ازدواج این دو و قدمت آن را از اتفاقات نادر هالیوود می‌دانستند تا اینکه در سال ۲۰۰۵ اعلام شد که قرار است این دو از یکدیگر طلاق بگیرند. طلاق آن‌ها در ۲ اکتبر ۲۰۰۵ در دادگاه عالی کالیفرنیا تأیید شد و رسماً از یکدیگر جدا شدند.
در زمانی که درخواست طلاق پیت و آنیستون در دادگاه در حال بررسی بود، پیت جذب بازیگر فیلم آقا و خانم اسمیت، آنجلینا جولی می‌شود که در نهایت نیز به شکل رسمی اعلام می‌کند که عاشق آنجلینا جولی شده‌است. چندی بعد نیز تصاویری از وی و آنجلینا جولی در حالی که با همراه فرزند جولی، مادوکس در سواحل کنیا بودند توسط چند پاپاراتزی منتشر می‌شود. رسانه‌ها از این تصاویر به عنوان اسنادی شروع رابطه وی با جولی یاد می‌کنند. این دو در سال ۲۰۰۵ به مرور بیشتر با هم دیده شده که در نهایت در ۱۱ ژانویه ۲۰۰۶ موضوع بارداری جولی طی مصاحبه خودش با مجله پیپل تأیید می‌شود؛ که بر همین اساس نیز رابطه آن‌ها به شکل رسمی تأیید شد. در سال ۲۰۱۲ نیز بعد ۷ سال در کنار هم بودند، پیت و جولی، نامزدی رسمی خود را اعلام کردند.

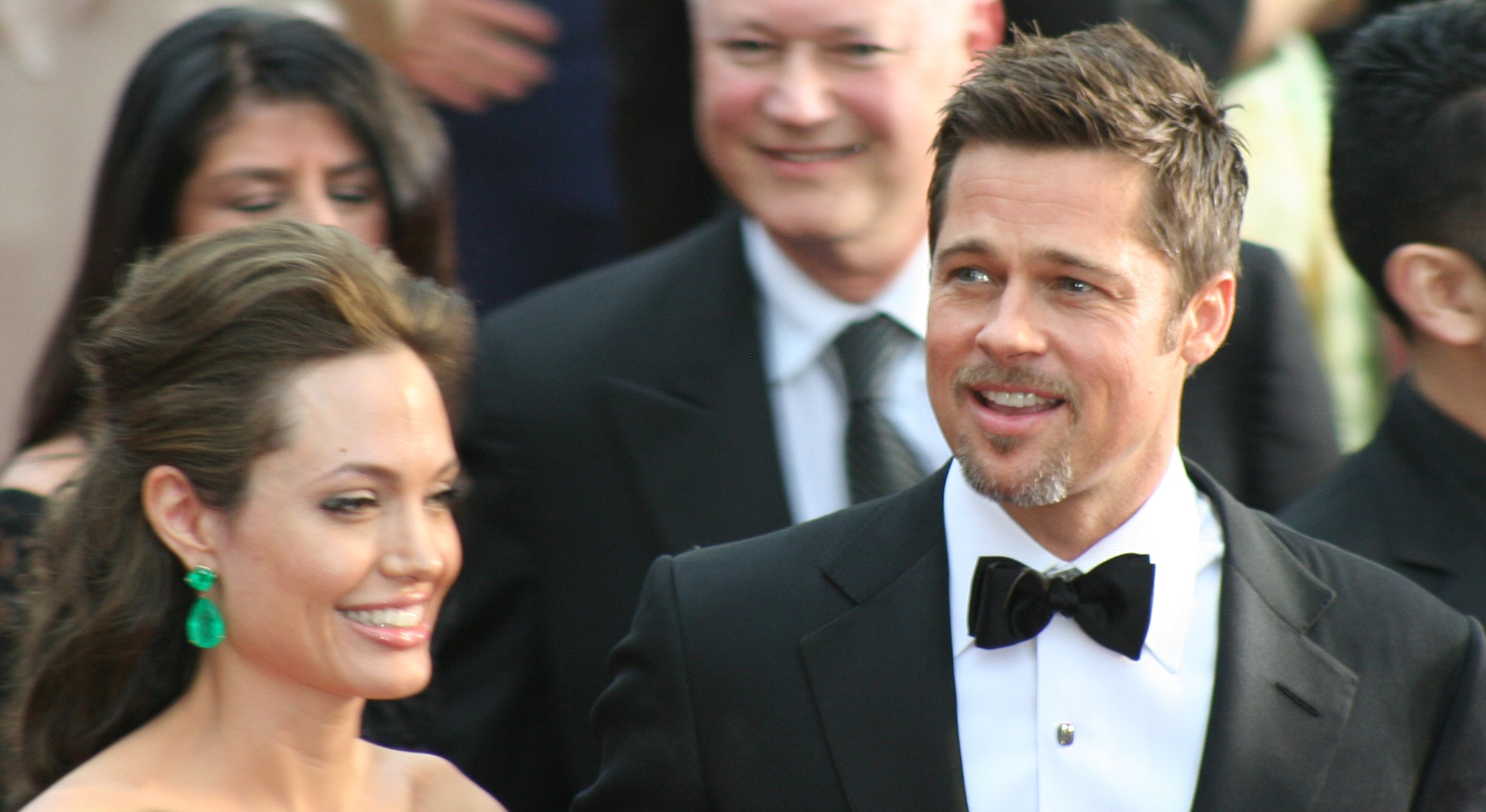
برد پیت و آنجلینا جولی سال ۲۰۰۹

برد پیت و آنجلینا جولی، بعد از نزدیک به ۹ سال زندگی مشترک در سال ۲۰۱۴ ازدواج کرده‌اند، این دو بازیگر از ده سال پیش با یک‌دیگر آشنا شده بودند و از سال ۲۰۰۸ کاخی قدیمی به نام میراوال را نیز، در جنوب فرانسه خریده‌اند، و در نهایت در سال ۲۰۱۴ در همین کاخ ییلاقی ازدواج کردند. البته آنها برند شراب سازی خود را نیز به نام همین کاخ تأسیس کردند که نام آن شراب میراوال بود. جولی در ۱۹ سپتامبر سال ۲۰۱۶ درخواست جدایی از برد پیت را به دلیل وجود تفاوت‌های غیرقابل تطبیق به دادگاه ارائه کرد و همچنین این زوج به‌طور قانونی از یکدیگر جدا شده‌اند، البته پروسه طلاق این زوج تا کنون به دلیل مسئله حضانت فرزندان شان ادامه دارد. همچنین پیت مدتی از سال ۲۰۲۰ را با مدل مشهور آلمانی، نیکول پوتورالسکی در رابطه بود.

### فرزندان
آنجلینا جولی تا پیش از آشنایی با برد پیت، یک فرزندخوانده بنام مادوکس داشت. این دو بعد از آشنایی با یکدیگر و در سفری به آدیس آبابا، پایتخت کشور اتیوپی، دختربچهٔ شش‌ماهه‌ای را به فرزندخواندگی خود قبول می‌کنند. نام این دختر بچه زهرا است. 

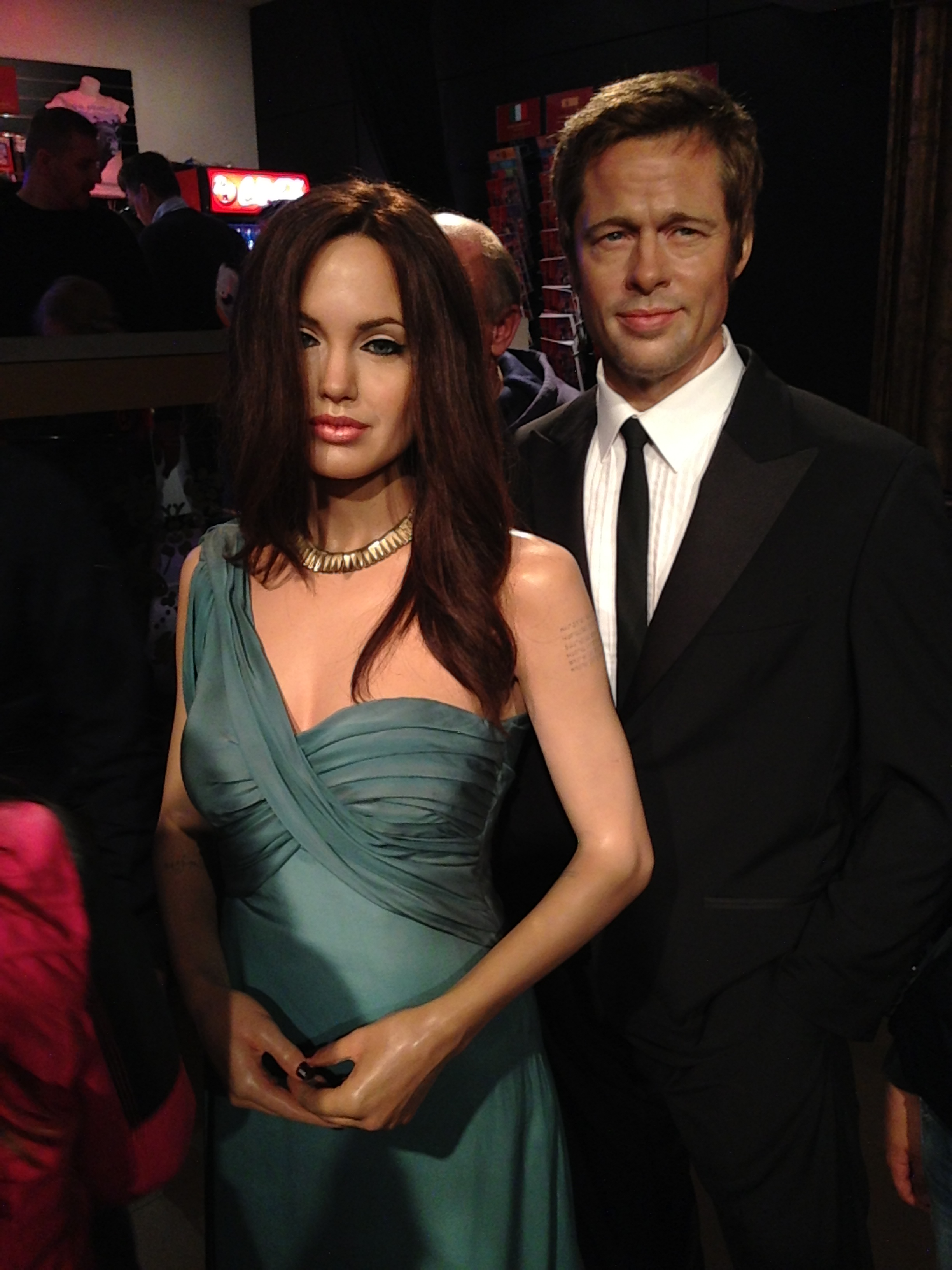
تندیس زوج برد پیت و آنجلینا جولی در موزه مادام توسو لندن

سومین فرزند پیت و جولی، حاصل رابطه این دو است و در نامیبیا متولد شده. نام فرزندشان را شیلو نهادند. بعد از تولد این کودک، پیت تأیید کرد که پاسپورت صادر شده برای وی متعلق به کشور نامیبیا خواهد بود. پیت و جولی تصمیم گرفتند که نخستین عکس از این نوزاد خود را به فروش برسانند. حقوق این تصویر در آمریکای شمالی به مبلغ ۴٫۱ میلیون دلار به شرکتی به فروش رسید و همین تصویر برای کشور بریتانیا با مبلغ ۳٫۵ میلیون دلار، توسط یک مجله انگلیسی خریداری شد. پول‌های به دست آمده نیز به سازمان‌های خیریه‌ای که برای کودکان آفریقایی فعال بودند اهدا شد.
در ۱۵ مارس ۲۰۰۷، جولی پسر ۳ ساله‌ای را که اهل کشور ویتنام است به فرزندخواندگی قبول می‌کند.
جولی در ۱۲ ژوئیه ۲۰۰۸ و زمانی که در فرانسه حضور داشت، یک فرزند پسر (به نام ناکس) و یک دختر (به نام ویوین) را به دنیا می‌آورد. البته او در جشنواره فیلم کن همان سال اظهار کرده بود که انتظار یک دوقلو را داشته‌است. نخستین تصویر از این دو کودک نیز به مبلغ ۱۴ میلیون دلار به فروش رفت و تمامی این مبلغ به بنیاد خیریه پیت و جولی اهدا شد تا صرف نیازمندان شود.
در سپتامبر ۲۰۱۶، اف‌بی‌آی و دپارتمان خدمات کودکان و خانواده در لس آنجلس، دربارهٔ کودک آزاری که توسط پیت در پی سفر با جت شخصی رخ داده بود، تحقیق کردند. پیت توسط فردی ناشناس در جت متهم شد که با فرزندخوانده خود، مادوکس، درگیری فیزیکی پیدا کرده‌است. همچنین گفته می‌شود این درگیری فیزیکی، جولی را به سمت گرفتن طلاق از پیت سوق داد. هرچند که پیت گفت او فرزندش را نزده‌است، اما با این وجود او با تحقیقات مربوط به این پرونده همکاری کرد. اداره خدمات کودکان و خانواده در شهرستان لس آنجلس در گزارش نهایی خود در مورد تحقیقات انجام شده حکم داد که پیت با هیچ‌یک از فرزندان خود بدرفتاری نکرده‌است و با آنها درگیری فیزیکی پیدا نکرده‌است. همچنین پیت توسط اف‌بی‌آی از هرگونه عمل خلافی پاک شد.
در ماه مه ۲۰۲۱، پس از یک نبرد طولانی مدت بین جولی و پیت دربارهٔ گرفتن حضانت فرزندانشان در دادگاه، به پیت حق حضانت مشترک فرزندان زیر سن قانونی‌اش با آنجلینا جولی اعطا شد.
اما حق حضانت بزرگ‌ترین فرزندشان، مادوکس، به پیت اعطا نشد چرا که او به سن قانونی رسیده‌است و حضانتش همچنان در دستان آنجلینا جولی است.

## اعتیاد به الکل والکلیسم
در سپتامبر سال ۲۰۱۶، پیت مصرف الکل و اعتیاد به آن را ترک کرد و در جلسات ترک مشروبات الکلی به صورت ناشناس حاضر شد. او در دسامبر سال ۲۰۱۹، مقاله ای برای مجله اینترویو نوشت که در آن با همکار قدیمی خود که اعتیاد به الکل را ترک کرده، آنتونی هاپکینز دربارهٔ تجربیات خودشان از اعتیاد و ترک آن سخن گفتند.